# Alpentrapmos
Alpentrapmos (Lophozia wenzelii) is een soort levermos uit de trapmosfamilie (Lophoziaceae). Het is inheems in Eurazië en Noord-Amerika.

## Determinatie
De kleur is groen en de bladbasis vaak roodbruin. De bladeren zijn ondiep 2-gelobd met afgeronde sinus, breed en komvormig zodat ze rechtop staan en onmogelijk plat te maken zijn zonder ze te breken. De gemmae zijn geelachtig. De cellen zijn dunwandig met trigonen en 4-9 olielichamen. Perianth mond gelobd met 1-cellige tanden.

## Ecologie
Alpentrapmos komt voor op natte tot vochtige grond.

## Verspreiding
In Nederland komt het alpentrapmos zeer zeldzaam voor. Het is in 2000 voor het eerst waargenomen in Nederland.